# Grand Circus Park

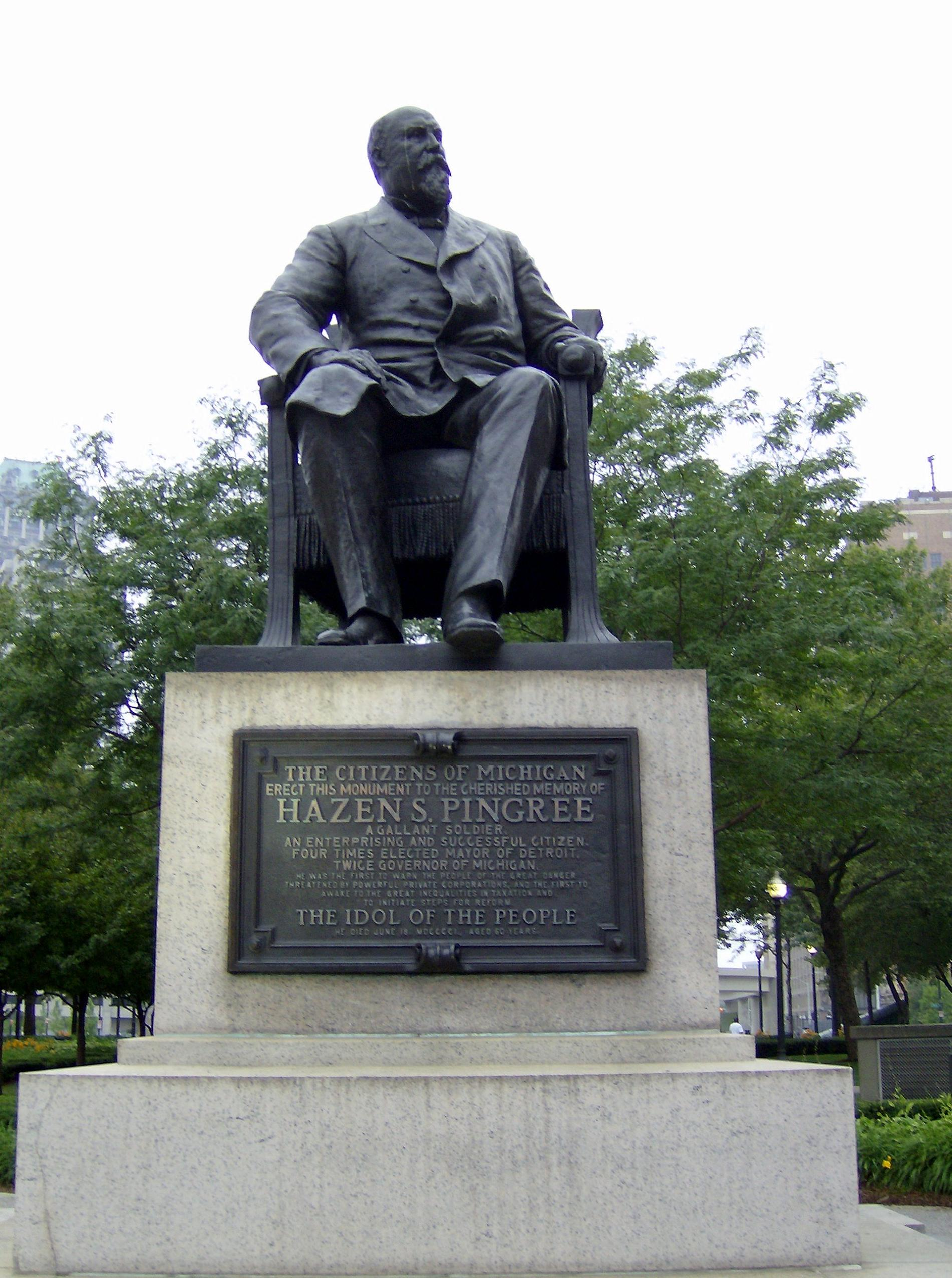
Staty av Hazen S. Pingree i Grand Circus Park

Grand Circus Park är en park i centrala Detroit med en yta av 20 000 m² som förbinder teaterdistriktet med stadens finansdistrikt. Parken ingick i Augustus B. Woodwards (1774–1827) plan för återuppbyggnaden av Detroit efter 1805 års brand och planen för parken godkändes av staden år 1850.